# Volker Strycek
Volker Strycek (Essen, 13 ottobre 1957) è un docente, manager ed ex pilota automobilistico tedesco, dal 2006 professore presso la Technische Universität di Berlino.

## Carriera
Nel 1984 divenne il primo campione del Deutsche Tourenwagen Meisterschaft, guidando una BMW 635 CSi, senza vincere una gara. Non ha vinto nessuna gara al DTM neanche quando ha guidato per la Opel dal 1989 al 1996.
Dopo che il DTM originale ha rischiato di essere soppresso, è diventato un manager della Opel, leader dell'Opel Performance Center (OPC). Nel 2002 partecipò al nuovo DTM con l'Opel Astra.